# Miroslav Stehlík
Miroslav Stehlík (14. června 1956, Praha – 25. února 1986, Praha) byl český sadistický vrah, který se v roce 1983 v období trvajícím 11 měsíců dopustil v Praze celkem 14 znásilnění dokonaných, či ve stádiu pokusu, přičemž 2 napadené ženy usmrtil. Jeho případ byl pozoruhodný i tím, že se závažné trestné činnosti dopouštěli také členové jeho nejbližší rodiny. Za spáchané zločiny byl Stehlík v roce 1986 popraven.

## Mládí
Miroslav Stehlík se narodil v Praze 14. června 1956. Měl celkem šest sourozenců, dva však v dětství zemřeli. Vyrůstal tak s čtyřmi bratry, kteří všichni navštěvovali zvláštní školu. Rodiče měli problémy s alkoholem a rodina se v rámci Prahy často stěhovala. Otec byl velmi agresivní. V roce 1960 byl odsouzen za opakované pohlavní zneužívání, později se pokusil o vraždu. Jelikož děti obtěžoval s vědomím manželky, byla i ona obviněna z mravního ohrožování mládeže. Bratři museli být dočasně umístěni do dětského domova. V roce 1962 se jejich rodiče rozvedli, o rok později se matka opět provdala za muže polského původu. Stehlíkova abnormální sexualita se začala projevovat už ve velice útlém věku. Měl sadistické i masochistické sklony. Ve škole vyvolával konflikty, jelikož mu dělalo dobře, když ho ostatní děti bily. Do sklepa svého domu si vodil podobně staré dívky, kterým strkal prsty do přirození a řitního otvoru a pokračoval v tom, dokud nezačaly naříkat. Prvního trestného činu se dopustil v 15 letech (viz níže). Ukončil devítiletou základní školu a vyučil se zedníkem. V zaměstnaní však vydržel pouze půl roku, protože byl opět odsouzen za další trestnou činnost. Miroslavův bratr Pavel se v roce 1981 také dopustil vraždy, když ubodal sousedku, která mu připomínala jím nenáviděnou tchyni. Za tento zločin byl odsouzen k 25 letům odnětí svobody. Další z bratrů byl odsouzený za majetkovou trestnou činnost.

## Zločiny
Prvního útoku se Stehlík dopustil ve věku 15 let, kdy napadl ženu v prádelně. Ta se mu však ubránila a náhodný svědek ho dokázal zadržet. Stehlík byl jako mladistvý odsouzen k dvouletému trestu s podmínkou na 3 roky. V roce 1974 se dopustil celé řady trestných činů včetně výtržnictví, omezování osobní svobody, krádeží a obecného ohrožení. Ve dvou případech dokonce pustil ve vykradených bytech plyn, protože se chtěl pomstít obyvatelům za to, že zde nebylo co ukrást. Navíc se zjistilo, že v roce 1973 sexuálně napadl další ženu. Ve vězení se Stehlík setkal s Jiřím Glosem, známým pod přezdívkou "Freud", který patřil k průkopníkům moderní výroby pervitinu. S ním měl občasné homosexuální styky a tak se také dostal k drogám, které u něho údajně zvyšovaly agresivitu. V roce 1982 byl po odpykání 7 let a dvou měsíců propuštěn. Musel však nastoupit ústavní sexuologickou léčbu v Bohnicích, kde byl umístěn na uzavřené oddělení. Stehlík brzy přišel na způsob, jak se z uzavřeného pavilonu nepozorovaně dostat ven. Nebyl sám a lze předpokládat, že jim útěky umožnil někdo ze zaměstnanců, což se však nikdy nepotvrdilo. Během těchto několikahodinových útěků se začal dopouštět násilí na ženách. Většinou je nutil k souloži za použití loveckého nože, který s sebou nosil.
Dne 10. srpna 1983 bylo v odlehlé části parku ve Vysočanech v ulici Sokolovská naproti Okresnímu ústavu národního zdraví Praha 9 (nyní Poliklinika Vysočany) nalezeno náhodnou svědkyní tělo Zdeňky H. (30). Oběť byla svlečená, ponechána v poloze svědčící o sexuálním útoku. Okolo těla se nacházelo větší množství osobních věcí. Chyběla peněženka. Pitva určila jako příčinu smrti uškrcení provazem. Na těle se nenašly žádné otisky prstů ani stopy spermatu. V krvi oběti byl poměrně vysoký obsah alkoholu, čímž se potvrdil předpoklad, že byla zavražděna nad ránem 7. srpna při návratu z večírku. Téhož dne Stehlík napadl ještě další dvě ženy. 18. srpna ohlásila obyvatelka činžovního domu ve Vršovicích nález těla. Mrtvá Blanka N. (28) ležela v prostoru mezi 1. a 2. patrem. Stehlík jí přepadl v blízkosti stadionu fotbalového klubu Bohemians. Násilím jí zatáhl do domu, kde jí nutil k souloži. Když se mu bránila a strhla ho na zem, bodl jí celkem čtyřikrát dýkou do hrudníku. Jedna rána zasáhla srdce a způsobila napadené smrt. I tentokrát jí odcizil peněženku. Dne 29. srpna napadl v přízemí strašnického domu Miroslavu (28). Pokusil se jí zatáhnout do sklepa, ale ten byl zamčený. Dívka se mu chtěla podvolit, ale to odmítl a začal jí rdousit. Když si uvědomila, že jí jde o život, začala volat o pomoc. Stehlík jí při následné potyčce poranil v obličeji natolik, že téměř přišla o zrak. Silné krvácení ho od dalšího útoku odradilo a tak raději utekl. Dívka se musela podrobit dlouhému léčení a do zaměstnaní se vrátila až po Novém roce.

## Dopadení
Stehlík byl kvůli své minulosti vytipován jako možný pachatel již v případu vraždy Zdeňky H. Jelikož však o jeho absenci v Bohnicích ošetřovatelé nevěděli, poskytli mu dokonalé alibi a ze seznamu podezřelých tak vypadl. Při vraždě Blanky N. se zase jedna obyvatelka domu zmínila o tom, že zaslechla oběť křičet "Já s tebou žít nebudu". Vyšetřování se tak zaměřilo na její partnery. Nejspíš se však jednalo o pouhé přeslechnutí. V souvislosti se sérií útoků v Praze bylo prověřeno téměř 1000 osob. 31. srpna byla ve Strašnicích napadena Eva Č. (28). Pachatel jí pod pohrůžkou použití nože dovlekl do sklepa jejího domu, kde jí vysvlékl a osahával. Poté beze slova odešel. U výslechu se Eva zmínila o tom, že jí muž připomínal bývalého spolužáka její mladší sestry. Společně pak podle školní fotografie ztotožnily Miroslava Stehlíka. Ten se ve vazební věznici ostříhal dohola, aby ztížil svojí identifikaci. Filmová studia v Barrandově však vyrobila odpovídající paruku a Stehlík byl Evou rozpoznán. K přepadení se doznal a zároveň popsal všechny své další zločiny, včetně obou vražd a pokusu o vraždu. Byl si vědom toho, že mu hrozí trest smrti, proto začal hledat polehčující okolnosti. Tvrdil například, že slyšel hlasy v hlavě, nebo že jednal pod vlivem pervitinu a léků, které kradl matce. Jeho tvrzení však byla nevěrohodná. Za 2 vraždy, pokus o vraždu, 12 znásilnění, omezování osobní svobody a krádeže byl 8. října 1984 odsouzen k trestu smrti. Po zamítnutí žádosti o milost prezidentem Husákem byl 25. února 1986 oběšen v pankrácké věznici v Praze.